# Chikane (trafik)
 For alternative betydninger, se Chikane. (Se også artikler, som begynder med Chikane)
En chikane er en hastighedsnedsættende forhindring på gader og veje, med det formål at nedsætte især billisters og motorcyklisters fart i  områder hvor der blandt andet færdes bløde trafikanter, eksempelvis skolebørn, fodgængere og  cyklister.
Chikanerne kan bestå af vejbump og/ eller forhindringer i højre og venstre side af et vejstykke, som tvinger den kørende til at nedsætte farten.
En anden form for chikane i trafikken er mindre hensynsfuld kørsel af trafikanterne.